# Dufourea trigonellae
Dufourea trigonellae är en biart som beskrevs av Ebmer 1999. Dufourea trigonellae ingår i släktet solbin, och familjen vägbin. Inga underarter finns listade i Catalogue of Life.